# Meedhoo (Seenu-atol)
Meedhoo is een van de bewoonde eilanden van het Seenu-atol behorende tot de Maldiven.

## Demografie
Meedhoo telt (stand september 2006) 1244 vrouwen en 1267 mannen.